# Station Bestun
Station Bestun (Noors: Bestun stoppested) is een voormalig spoorwegstation in  Bestun, een wijk aan de westkant van Oslo. Het station ligt aan Drammenbanen. Bestun sloot in 1978 voor personenvervoer. Het emplacement wordt enkel nog gebruikt als opstelstation voor het nabijgelegen station Skøyen.